# Arthonia atlantica
Arthonia atlantica är en lavart som beskrevs av P. James. Arthonia atlantica ingår i släktet Arthonia och familjen Arthoniaceae.   Inga underarter finns listade i Catalogue of Life.